# 帕里灣區
帕里灣區（英語：Parry Sound District）是加拿大安大略省中部一個分區，西南面瀕臨喬治亞灣，西北鄰薩德伯里區，北面和東北面與尼皮辛區為鄰，東南則及馬斯科卡區。帕里灣區於1869年成立，行政中心設於帕里灣鎮。據2011年人口普查所示，帕里灣區有42162名居民。

## 人口數據

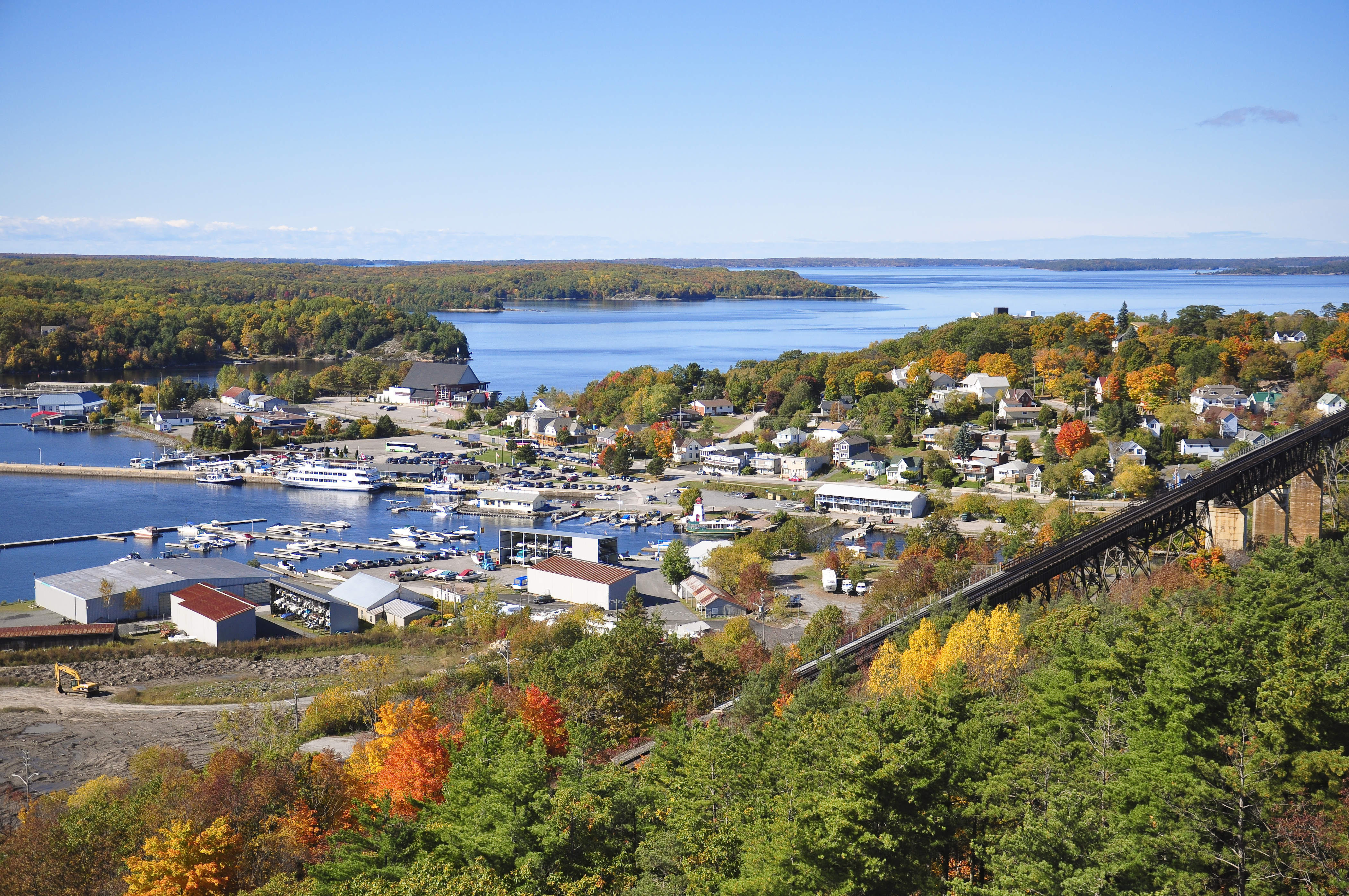
帕里湾区的景色

## 轄區
- 克尼鎮（Town of Kearney）
- 帕里灣鎮（Town of Parry Sound）
- 鮑瓦森鎮（Town of Powassan）
- 群島鄉（Township of The Archipelago）
- 阿默鄉（Township of Armour）
- 卡蘭德鄉（Township of Callander）
- 卡靈鄉（Township of Carling）
- 喬利鄉（Township of Joly）
- 馬查爾鄉（Township of Machar）
- 馬格内塔溫鄉（Township of Magnetawan）
- 麥克杜格爾鄉（Township of McDougall）
- 麥克拉爾鄉（Township of McKellar）
- 麥克默里奇/蒙蒂斯鄉（Township of McMurrich/Monteith）
- 尼皮辛鄉（Township of Nipissing）
- 佩里鄉（Township of Perry）
- 懷雅遜鄉（Township of Ryerson）
- 塞古溫鄉（Township of Seguin）
- 斯特朗鄉（Township of Strong）
- 白石鄉（Township of Whitestone）
- 伯克斯瀑布村（Village of Burk's Falls）
- 南河村（Village of South River）
- 桑德里奇村（Village of Sundridge）

區内餘下的非建制地區則分為中央部分（Centre Part）和東北部分（North East Part）。

## 外部連結
- 维基共享资源上的相關多媒體資源：帕里灣區